# Johann Georg Tanner
Johann Georg Tanner (* 10. April 1828 in Herisau; † 10. Februar 1897 ebenda; heimatberechtigt ebenda) war ein Schweizer Kaufmann, Gemeindepräsident, Mitglied des Kleinen Rats, Kantonsrat und Nationalrat aus dem Kanton Appenzell Ausserrhoden.

## Leben
Johann Georg Tanner war ein Sohn von Laurenz Tanner, Drogist und Spezereihändler in ärmlichen Verhältnissen, und Anna Barbara Lenggenhager. Im Jahr 1853 heiratete er Anna Katharina Signer, Tochter von Johann Jakob Signer, Appreturbesitzer.
Von 1843 bis 1846 absolvierte er eine kaufmännische Lehre in Schaffhausen und übernahm 1849 das väterliche Geschäft. 1868 wandelte er es in ein Kolonialwarengeschäft um. 1872 wurde er Teilhaber der Bleicherei und Appretur seines Schwagers Jakob Signer in Herisau.
Tanner war ab 1857 bis 1861 Gemeinderat und von 1863 bis 1868 Gemeindehauptmann in Herisau. Von 1862 bis 1868 sass er im Ausserrhoder Grossrat. Ab 1868 bis 1872 amtierte er als Oberrichter, in den Jahren 1872 bis 1873 als Landeshauptmann und von 1873 bis 1874 als Landesseckelmeister. Ab 1875 bis 1879 sass er im Revisionsrat. Von 1875 bis 1881 hatte er das Amt des Bezirksgerichtspräsidenten inne. Von 1875 bis 1878 war er freisinniger Nationalrat und von 1885 bis 1891 Kantonsrat.
Ab 1877 bis 1880 präsidierte er den Appenzell-Ausserrhodischen Volksverein. Tanner engagierte sich besonders für eine Bahnverbindung Herisau–St. Gallen, eine Realschule in Herisau und das hinterländische Bezirkskrankenhaus. Als Exponent kirchlicher Reformen gehörte er 1877 bis 1890 der evangelischen Synode an.